# جان فيريه
جان فيريه (بالفرنسية: Jean Ferré)‏ هو صحفي فرنسي، ولد في 29 مايو 1929 في Saint-Pierre-les-Églises ‏ في فرنسا، وتوفي في 10 أكتوبر 2006 في سن جرمن آن له في فرنسا بسبب سرطان الكلية.